# Cinque Nazioni 1978
Il Cinque Nazioni 1978 (in inglese 1978 Five Nations Championship; in francese Tournoi des Cinq Nations 1978; in gallese Pencampwriaeth y Pum Gwlad 1978) fu la 49ª edizione del torneo annuale di rugby a 15 tra le squadre nazionali di Francia, Galles, Inghilterra, Irlanda e Scozia, nonché l'84ª in assoluto considerando anche le edizioni dell'Home Nations Championship.
Il torneo fu vinto dal Galles che conseguì il suo trentesimo titolo; per la prima volta nella storia del torneo a cinque giunsero di fronte all'ultima giornata le due squadre fino ad allora a punteggio pieno, il citato Galles e la Francia campione uscente.
I francesi mancarono la riconferma proprio con la sconfitta a Cardiff, che oltre a torneo e Slam valse ai gallesi la loro quindicesima Triple Crown, terza consecutiva.
La sconfitta dei Bleus nell'ultimo turno fu mitigata dalla notizia che proprio in quei giorni la Fédération Française de Rugby era stata ammessa come membro effettivo dell'International Rugby Football Board.
Il valore delle marcature, come stabilito dall’IRFB nel 1977, era: 4 punti per ciascuna meta (6 se trasformata), 3 punti per la realizzazione di ciascun calcio piazzato, idem per il drop.

## Nazionali partecipanti e sedi
| Squadra     | Città     | Impianto interno   |
| ----------- | --------- | ------------------ |
| Francia     | Parigi    | Parco dei Principi |
| Galles      | Cardiff   | National Stadium   |
| Inghilterra | Londra    | Twickenham         |
| Irlanda     | Dublino   | Lansdowne Road     |
| Scozia      | Edimburgo | Murrayfield        |

## Risultati

### 1ª giornata
| Arbitro: | Norman Sanson |

|                 |      |         |
| Averous Gallion | mt   |         |
| Aguirre (2)     | tr   |         |
| Aguirre         | c.p. | Old (2) |

| Arbitro: | P.E. Hughes |

|          |      |               |
| McKinney | mt   |               |
|          | tr   | Ward          |
| Ward (2) | c.p. | D. Morgan (3) |

### 2ª giornata
| Arbitro: | Norman Sanson |

|             |      |                |
| Hignell (2) | c.p. | P. Bennett (3) |

| Arbitro: | Cenydd Thomas |

|                   |      |               |
| A. Irvine Shedden | mt   | Gallion Haget |
| D. Morgan         | tr   | Aguirre       |
| Morgan            | c.p. | Aguirre (3)   |
| D. Morgan         | drop |               |

### 3ª giornata
| Arbitro: | Cenydd Thomas |

|             |      |          |
| Gallion     | mt   |          |
| Aguirre (2) | c.p. | Ward (3) |

| Arbitro: | John West |

|                                        |      |               |
| G. Edwards Fenwick D. Quinnell Gravell | mt   | Renwick Tomes |
| P. Bennett                             | c.p. | D. Morgan (2) |
| P. Bennett                             | drop |               |

### 4ª giornata
| Arbitro: | Guy Domercq |

|              |      |                       |
| J.J. Moloney | mt   | Fenwick J.J. Williams |
| Ward (3)     | c.p. | Fenwick (4)           |
| Ward         | drop |                       |

| Arbitro: | John West |

|  |      |                |
|  | mt   | Nelmes Squires |
|  | tr   | Young (2)      |
|  | c.p. | Dodge          |

### 5ª giornata
| Arbitro: | Alan Welsby |

|                    |      |             |
| P. Bennett (2)     | mt   | J.C. Skrela |
| P. Bennett         | tr   |             |
| G. Edwards Fenwick | drop | Viviès      |

| Arbitro: | Francis Palmade |

|              |      |          |
| Dixon Slemen | mt   |          |
| Young (2)    | tr   |          |
| Young        | c.p. | Ward (2) |
|              | drop | Ward     |

## Classifica
| Pos | Squadra     | G | V | N | P | PF | PS | DP  | Pt |
| --- | ----------- | - | - | - | - | -- | -- | --- | -- |
| 1   | Galles      | 4 | 4 | 0 | 0 | 67 | 43 | +24 | 8  |
| 2   | Francia     | 4 | 3 | 0 | 1 | 51 | 47 | +4  | 6  |
| 3   | Inghilterra | 4 | 2 | 0 | 2 | 42 | 33 | +9  | 4  |
| 4   | Irlanda     | 4 | 1 | 0 | 3 | 46 | 54 | −8  | 2  |
| 5   | Scozia      | 4 | 0 | 0 | 4 | 39 | 68 | −29 | 0  |